# Asiago
Asiago je město v provincii Vicenza v oblasti Benátsko v Itálii, na úpatí Alp. Město mělo na konci roku 2015 6426 obyvatel.

## Historie
Mezi 15. květnem a 10. červnem 1916 byly ve městě a jeho okolí sváděny těžké boje během rakouské ofenzívy v jižním Tyrolsku.

## Sport
Ve městě působí hokejový klub Supermercati Migross Asiago H. 1935.